# Nashua (Iowa)
Nashua es una ciudad ubicada en el condado de Chickasaw en el estado estadounidense de Iowa. En el Censo de 2010 tenía una población de 1663 habitantes y una densidad poblacional de 204,42 personas por km².

## Geografía
Nashua se encuentra ubicada en las coordenadas 42°57′1″N 92°32′33″O / 42.95028, -92.54250. Según la Oficina del Censo de los Estados Unidos, Nashua tiene una superficie total de 8.14 km², de la cual 7.46 km² corresponden a tierra firme y (8.25%) 0.67 km² es agua.

## Demografía
Según el censo de 2010, había 1663 personas residiendo en Nashua. La densidad de población era de 204,42 hab./km². De los 1663 habitantes, Nashua estaba compuesto por el 98.62% blancos, el 0.36% eran afroamericanos, el 0% eran amerindios, el 0.54% eran asiáticos, el 0% eran isleños del Pacífico, el 0% eran de otras razas y el 0.48% pertenecían a dos o más razas. Del total de la población el 0.06% eran hispanos o latinos de cualquier raza.